# Cruiser Mk VIII Challenger
A Cruiser Mk VIII Challenger (A30) második világháborús brit harckocsi volt, amelyet az Mk VIII Cromwell harckocsi alvázán alakítottak ki, de annál nagyobb, 17 fontos (76,2 mm-es) gyorstüzelő ágyút kapott, amely már fel tudta venni a harcot az ellenséges harckocsikkal.
Azonban a nagyméretű ágyút nem lehetett minden kompromisszum nélkül a már meglévő alvázhoz illeszteni, így a Cruiser Mk VIII Challenger jelentős tűzerővel, de csökkentett páncélvédettséggel rendelkezett. Mivel kisebb problémát jelentett az amerikaiaktól kapott Sherman harckocsialvázakra illeszteni a 17 fontos ágyút, és amúgy is gondok jelentkeztek a Cromwell alváz gyártásában, a háború alatt csak mindössze 300 db. Mk VIII Challenger készült el.

## Története
A Challenger kifejlesztésének egyik vezéralakja Roy Robotham volt. Robotham a Rolls-Royce cég autóipari részlegének egyik vezetője volt, aki a világháború kitörése után tétlenül maradt, mivel az autógyártás leállították. Robotham ekkor csapatával kifejlesztett egy harckocsimotort a Rolls-Royce Merlin repülőgépmotor alapján. A Rolls-Royce Meteor névre keresztelt hajtómű egy nagyon megbízható és nagy teljesítményű harckocsimotort adott a brit tervezőknek, akik első alkalommal az Mk VIII Cromwell cirkálótankba építették be azt. Robotham elismerésként állást kapott a brit ellátási minisztériumban és a harckocsitervező bizottságnál annak ellenére, hogy nem volt semmilyen előzetes tapasztalata harckocsitervezésben.
A Cromwell tornyába eredetileg a Vickers cég által gyártott 75 mm-es (3 hüvelykes) ágyút tervezték beépíteni, de kiderült, hogy a Cromwell toronyátmérője ehhez túlságosan kicsi. A britek a háború végéig egyre újabb és újabb változatokat hoztak ki ennek a hiányosságnak az orvoslására - így született meg előbb a Comet I (A34), majd pedig az 1945-ben bemutatott Centurion.
Azonban addig is szükség volt egy jelentős tűzerővel rendelkező harckocsira. A brit hadsereg vezérkara két tervet terjesztett be: az A29 jelű 17 fontos ágyúval felszerelt cirkálótank, az A30 jelű terv ugyanolyan fegyverzettel, de nagyobb páncélvédettséggel rendelkező harckocsi volt. A döntés végül a második változatra esett és ez lett az Mk VIII Challenger.
1942-ben rendelték meg a Birmingham Carriage vállalattól az A30-at, míg a tornyot és a fegyverzetet a Stothert & Pitt szállította.

## Műszaki jellemzők
A Cromwell harckocsi alvázát át kellett alakítani és a toronygyűrű átmérőjét jelentősen meg kellett növelni, hogy a terveknek megfelelően be tudják illeszteni a toronyba a 17 fontos gyorstüzelő ágyút, illetve a töltő-ürítő szerkezetet. Emellett az alvázat meg kellett nyújtani és még egy futógörgőt kellett beilleszteni. A harckocsi hosszának megnövelése mellett a szélességen nem változtattak, ami némileg rontotta a Challenger manőverezőképességét a Cromwellel szemben. A páncéltestbe épített géppuskát el kellett távolítani, hogy helyet csináljanak a gyorstüzelő löveg lőszereinek.
A nagy és nehéz, 17 fontos lőszerek, a nehéz ágyú és a működtetéséhez szükséges két töltő-kezelő személy jelenléte miatt a tervezőknek csökkenteni kellett a lövegtorony páncélvastagságát, hogy a harckocsi súlya ne növekedjen meg jelentősen. A Cromwell harckocsin a lövegtorony páncélja elöl 75, hátul 60 mm vastag, ezt a Challengeren 63 és 40 mm-re csökkentették.
Az első Challenger 1942-ben készült el. Az első tesztek alapján azt a benyomást keltette, hogy a nagyobb fegyverzetnek köszönhetően feltehetően sikerrel tudja majd felvenni a harcot a németek Panzer IV Special harckocsijával, de ugyanakkor kitűnt a csökkentet páncélzat és az alacsony tűzgyorsaság is, amely közelharcban hátrányba sodorta a Challengert. Ennek ellenére a brit hadsereg 200 darabot rendelt belőle 1943 februárjában, de ugyanezen év novemberére már be is jelentették, hogy ebből a típusból többet nem rendelnek.

## Háborús szolgálata
A 200 legyártott Challengert általában olyan harckocsizó alakulatokhoz szállították le, amelyek már a Cromwellel voltak felszerelve, mert a két típus közötti sok azonosság megkönnyítette karbantartásukat és javításukat. Bár a súlypontja magasabban volt, mint a Cromwellnek, a Challengert szerették a harckocsizók, nem utolsósorban erőteljes ágyújának köszönhetően. Az ugyanilyen fegyverrel rendelkező Shermanokkal szemben viszont - a Rolls-Royce Meteor motornak köszönhetően - gyorsabb és jobban manőverezhető volt. Azonban a Shermant könnyebb volt legyártani és végül inkább ez terjedt el a brit alakulatoknál.
A normandiai partraszállás során a Challengerek nem tudtak részt venni az első harcokban, csak miután a szövetségesek elfoglalták az első normandiai kikötőket. Ezt követően a háború végéig részt vettek a nyugat-európai harcokban.

## Változatok
A Challengernek egy változata készült, az Avenger (SP 17pdr A30) jelzésű harckocsit a súlycsökkentés érdekében más formájú és felülről nyitott toronnyal tervezték. Ez a változat azonban csak 1945-re lett kész és nem is kerültek bevetésre az előtt, hogy Európában befejeződött a háború. A mintegy 250 legyártott példány a Németországot megszálló brit alakulatokhoz került.
Napjainkra csak két példány maradt fenn a Challenger harckocsikból, az egyik Hollandiában, az Overloon War Museum-ban található, a másik a brit Wight Military Museum gyűjteményébe tartozik. Felújítás után a Bovingtoni Harckocsimúzeumban fogják kiállítani.

## Fordítás
- Ez a szócikk részben vagy egészben  a   Cruiser Mk VIII Challenger  című angol Wikipédia-szócikk fordításán alapul.  Az eredeti cikk szerkesztőit annak laptörténete sorolja fel. Ez a jelzés csupán a megfogalmazás eredetét és a szerzői jogokat jelzi, nem szolgál a cikkben szereplő információk forrásmegjelöléseként.

## Külső hivatkozások
- wwiivehicles.com
- ww2armor.fr
- militaryfactory.com